# Kanał Wystawowy

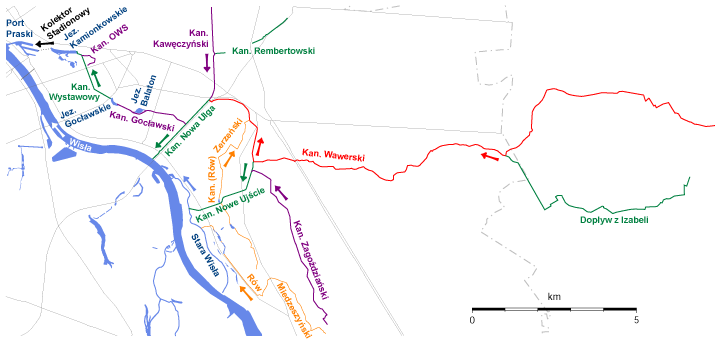
Kanały melioracyjne Niziny Wawerskiej - mapa.

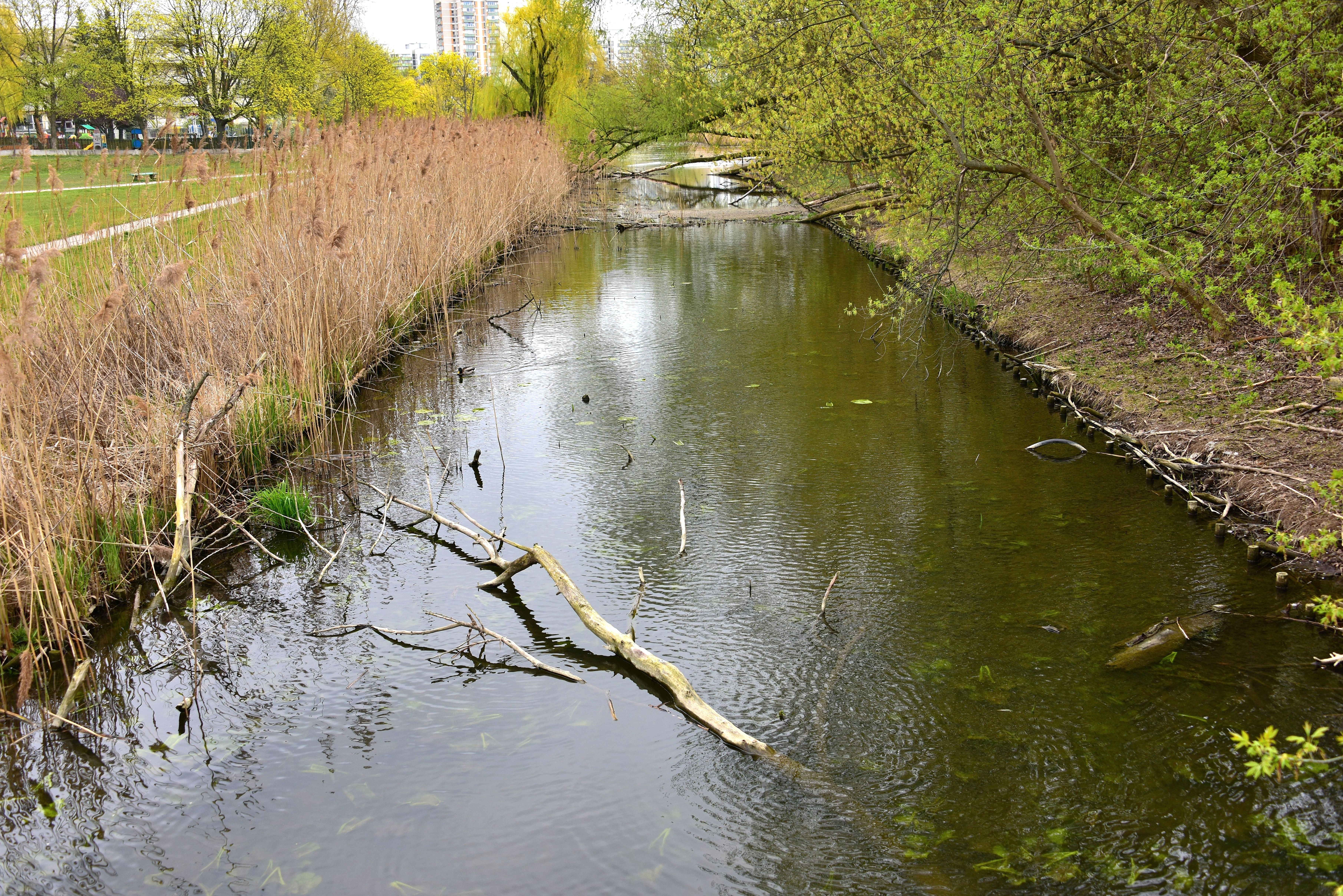
Kanał Wystawowy przy Jeziorku Kamionkowskim, na terenie Kamionkowskich Błoń Elekcyjnych

Kanał Wystawowy – kanał w Warszawie, w dzielnicy Praga-Południe, prowadzący wody z Jeziora Gocławskiego do Jeziora Kamionkowskiego. 

## Opis
Dawniej nazwę tę stosowano również do górnego biegu kanału (powyżej Jeziora Gocławskiego), nazywanego dziś Kanałem Gocławskim. Dolny bieg (poniżej Jeziora Gocławskiego) na mapie topograficznej w skali 1:10 000 opisano jako Kanał Kamionkowski, jednak oficjalnym hydronimem jest Kanał Wystawowy.
Nazwa kanału pochodzi od Powszechnej Wystawy Krajowej w Poznaniu w 1929, której kolejną edycję w okresie międzywojennym planowano zorganizować w Warszawie na terenach między kanałem, al. Waszyngtona a ul. Kinową. Sam Kanał powstał między 1934 a 1938.
Wzdłuż Kanału Wystawowego i ul. Międzynarodowej, na przedłużeniu al. Tysiąclecia, planowano w przeszłości budowę trasy szybkiego ruchu nazywanej Trasą Tysiąclecia. W najnowszych dokumentach planistycznych pomysł ten zarzucono, al. Tysiąclecia powstanie jedynie na północ od ul. Grochowskiej i na południe od Trasy Łazienkowskiej.
Kanał Wystawowy jest miejscem występowania m.in. różnych gatunków ptactwa, jak np. kaczka krzyżówka, czy bocian czarny. Stanowi fragment łącznika między rezerwatem przyrody Olszynka Grochowska a korytarzem ekologicznym Dolina Środkowej Wisły ujętym w projekcie sieci ECONET-PL.

## Inicjatywy rewitalizacji otoczenia
W 2014 roku powstał projekt Kanał Wystawowy - wizytówką Saskiej Kępy, którego inicjatorzy próbowali pozyskać środki z warszawskiego budżetu partycypacyjnego w celu poprawy otoczenia Kanału. Projekt zajął 2. miejsce w głosowaniu mieszkańców, jednak nie został skierowany do realizacji. Projekt o tym samym tytule zgłoszono także w 2015 roku – zajął wówczas 1. miejsce i znalazł się w gronie projektów wybranych do realizacji. Z kolei w 2016 mieszkańcy wybrali w głosowaniu projekt przewidujący oświetlenie ciągu rowerowo-pieszego na odcinku między ul. Zwycięzców a al. Stanów Zjednoczonych oraz złożyli do urzędu miasta petycję postulującą rezygnację z pomysłu budowy linii tramwajowej nad Kanałem. Kolejne prace w sąsiedztwie Kanału również zostały sfinansowane w ramach budżetu obywatelskiego – w 2024 zrealizowano projekt Wygodnie rowerem wzdłuż Kanału Wystawowego.